# سالار عقیلی
میرسالار مسلمی عقیلی معروف به سالار عقیلی (زادهٔ ۱۱ آذر ۱۳۵۶) خوانندهٔ موسیقی سنتی ایرانی است. او دانش‌آموختهٔ هنرستان موسیقی سوره و نیز دارای مدرک کارشناسی در رشتهٔ بازیگری تئاتر است.

## زندگی
وی اصالتاً از پدری مازندرانی اهل کردکوی و مادری آذربایجانی و اهل زنجان است. سالار عقیلی از هشت‌سالگی فراگیری موسیقی را با نوازندگی سازهای مختلف آغاز کرد. برادر و مادرش علاقه‌مند به موسیقی و مشوق او بودند و پدرش که وکیل دادگستری بود بیشتر متمایل به پیش‌رفت تحصیلی او بود. او به هنرستان موسیقی رفت و از همان‌جا تصمیم به یادگیری آواز گرفت. او در طی بیش از ۵ سال نزد صدیق تعریف به فراگیری آواز پرداخت.

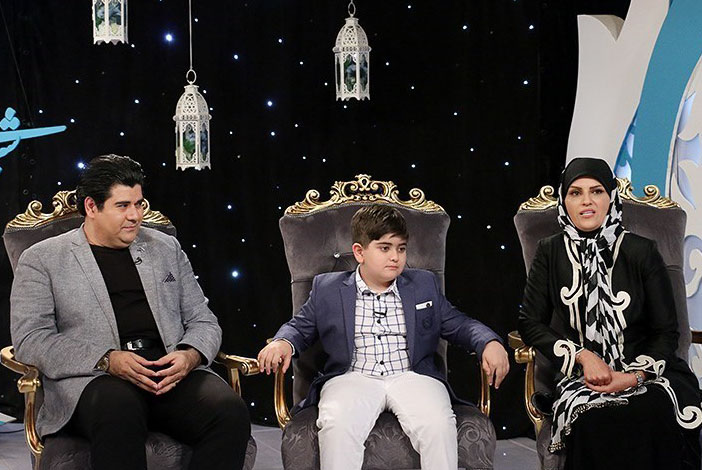
سالار عقیلی به همراه خانواده‌اش در ماه عسل، خرداد ۱۳۹۵

در جشنوارهٔ موسیقی فجر سال ۱۳۷۵، سالار عقیلی در سن ۱۸ سالگی، برای نخستین بار روی صحنه آمد. حریر شریعت‌زاده نیز در آن کنسرت حاضر بود و به‌دلیل تسلط بر آوازهای ایرانی، با شنیدن صدای سالار عقیلی به استعداد وی پی برد. پس از اتمام برنامه در رابطه با آوازهای ایرانی به صحبت نشستند و همین امر موجب همکاری‌های بعدی و در نهایت ازدواج این دو شد. عقیلی پس از این اجرا برای همکاری با ارکستر ملی به رهبری فرهاد فخرالدینی دعوت شد. همسر وی حریر شریعت‌زاده نوازندهٔ پیانو و دف است.
سالار عقیلی هم‌اکنون علاوه بر اجرا و ضبط آثار موسیقی، به تدریس در آموزشگاه‌های موسیقی و نیز تدریس در هنرستان موسیقی مشغول است. او مدیر آموزشگاه موسیقی راز و نیاز است. او همچنین گروه راز و نیاز را تشکیل داده است و به‌همراه این گروه کنسرت‌های متعددی در داخل و خارج از کشور اجرا کرده است.
عقیلی سابقه همکاری با ارکستر موسیقی ملی ایران، ارکستر سمفونیک اصفهان، گروه دستان، گروه راز و نیاز و ارشد تهماسبی را دارد. سالار عقیلی سرود ایران جوان را با اجرای ارکستر ملل خوانده است.
دی ۱۴۰۰، سالار عقیلی در مراسم «مقام حماسه» که به مناسبت دومین سال‌گرد کشته‌شدن قاسم سلیمانی در تالار وحدت برگزار شد، قطعهٔ شهادت و اقتدار را با آهنگ‌سازی مجید انتظامی و با ارکستر صدا و سیما به رهبری محمدرضا عقیلی با حضور مسئولان از جمله محمدباقر قالیباف، غلامعلی حداد عادل، پیمان جبلی، محمد مهدی اسماعیلی و خانوادهٔ قاسم سلیمانی اجرا کرد.

## بیمهٔ حنجره
سالار عقیلی اولین خواننده در تاریخ موسیقی ایران بود که حنجره‌اش بیمه شد. همزمان با هشتاد و یکمین سالروز تأسیس بیمه ایران برای نخستین‌بار در تاریخ صنعت بیمه حنجرهٔ سالار عقیلی از سوی شرکت سهامی بیمه ایران تحت پوشش بیمه‌ای قرار گرفت. این مراسم بعدازظهر شنبه ۱۵ آبان ۱۳۹۵ در مرکز همایش‌های بیمه ایران و با حضور مسئولان این شرکت برگزار شد.

## حاشیه‌ها
سالار عقیلی که برای اجرای کنسرت به لندن سفر کرده‌بود در بهمن ماه ۹۴ در استودیوی من و تو حاضر شد و در یکی از برنامه‌های این شبکه ماهواره‌ای به گفتگو نشست. حضور او در این برنامه با واکنش منفی رسانه‌های محافظه‌کار در ایران روبه‌رو شد و حمیدرضا نوربخش، مدیر سی‌ویکمین دوره جشنوارهٔ موسیقی فجر گفت که بر اساس تصمیم شورای نظارت جشنوارهٔ فجر به همین دلیل از جدول این دوره از جشنواره حذف خواهد شد.
اسفند ۱۴۰۰ سالار عقیلی طی مراسمی خادم حرم علی بن موسی الرضا شد.

## آثار
- ۱۳۸۰ - عشق ماند (ساخته ارشد تهماسبی با اجرای گروه نوروز)
- ۱۳۸۲- سایه‌های سبز (ساخته ارشد تهماسبی)
- ۱۳۸۴- شهریار (تیتراژ سریال با آهنگ‌سازی فرهاد فخرالدینی)
- ۱۳۸۵- دریای بی‌پایان (ساخته سعید فرج‌پوری با اجرای گروه دستان) نوازندهٔ تار حمید متبسم نوازندهٔ کمانچه سعید فرج‌پوری نوازندهٔ عود حسین بهروزی نیا نوازندگان سازهای کوبه‌ای پژمان حدادی بهنام سامانی
- ۱۳۸۶- سعدی نامه (ساخته ارشد تهماسبی با اجرای گروه دستان)
- ۱۳۸۷- به نام گل سرخ (ساخته حمید متبسم با اجرای گروه دستان)
- ۱۳۸۸- مایهٔ ناز (بازخوانی آثار غلامحسین بنان)
- ۱۳۸۸- عاشقی (آهنگسازی ارشد تهماسبی)
- ۱۳۸۸- هوای آفتاب (آهنگساز و سرپرست گروه: نوید دهقان)
- ۱۳۸۸- سالار خوانی‌ها
- ۱۳۸۹- عشق دیرین (تنظیم‌کننده: مهرداد دلنوازی)
- ۱۳۸۹- باده نوشین (با اشعار سعدی، حافظ، مولانا، آهنگسازی هوشنگ فراهانی و با اجرای گروه چکاد)
- ۱۳۹۰- سبوی تشنه (آهنگساز و سرپرست گروه: آرش کامور و با اجرای گروه سروشان)
- ۱۳۸۹- تبریز در مه (موسیقی متن سریال تبریز در مه با اشعار افشین یداللهی و آهنگسازی بابک زرین، خواننده: سالار عقیلی و علی خدایی)
- ۱۳۹۰- دا
- ۱۳۹۰- یار و دیار (آهنگساز و سرپرست گروه: نوید دهقان با اجرای گروه قمر)
- ۱۳۹۱- تو کیستی؟! (آهنگسازی حمید متبسم با اجرای گروه مضراب)
- ۱۳۹۱- می‌تراود مهتاب (با آهنگسازی کیوان ساکت)
- ۱۳۹۲- به سپیدی صلح (آهنگسازی حمیدرضا دیبازر)
- ۱۳۹۲- یار مست (آهنگ‌سازی مجید مولانیا با اجرای گروه موسیقی سور)
- ۱۳۹۲- به یاد من باش (آهنگسازی پیمان خازنی)
- ۱۳۹۲- نغمهٔ همرازان (آهنگسازی مهران مهرنیا)
- ۱۳۹۲- یاد باد (کنسرت گروه گوشه) آهنگساز و نوازندهٔ سنتور سیامک آقایی، نوازنده تنبک پدرام خاورزمینی
- ۱۳۹۳- وطن
- ۱۳۹۳- زمزمه‌ها (ترانه‌سرا محمدرضا شفیعی کدکنی، سیاوش کسرایی و فریدون مشیری)
- ۱۳۹۳- خلیج فارس
- ۱۳۹۳- فصل عاشقی
- ۱۳۹۳- حانیه (تیتراژ سریال)
- ۱۳۹۴- جهان پهلوان تختی
- ۱۳۹۴- موج اشک
- ۱۳۹۴- آیین فرزانگی (با آهنگسازی پویا سرایی بر اساس ملودی پیروز ارجمند تاج‌الدینی)
- ۱۳۹۴- قصهٔ باران (با آهنگسازی امین بیات)
- ۱۳۹۴- سرّ هزار ساله (با همکاری گروه بال وشان) آهنگساز و نوازندهٔ تنبور کیوان کیانیان، نوازندهٔ کمانچه نوید دهقان، نوازندهٔ عود شهرام غلامی، نوازندگان سازهای کوبه‌ای ایثار یاور حسین رضایی‌نیا همایون نصیری افشین هنرور کاوه سروریان
- ۱۳۹۴- از تنهایی گریه مکن (با آهنگسازی ابوالفضل صادقی‌نژاد)
- ۱۳۹۵- معمای شاه (تیتراژ سریال - ترانه‌سرا افشین یداللهی)
- ۱۳۹۵- از جان و از دل
- ۱۳۹۵- قافله‌سالار عشق، (با آهنگسازی مازیار شاهی در سوگ محمدرضا لطفی)[۱۸]
- ۱۳۹۵- چرخ و فلک (تیتراژ سریال)
- ۱۳۹۵- از جان و از دل
- ۱۳۹۶- دوران عشق
- ۱۳۹۶- میهن
- ۱۳۹۶- جان سرگردان
- ۱۳۹۶- راز خیام (با اجرای ارکستر سمفونیک ناسیونال اوکراین)
- ۱۳۹۶- شب زیبا
- ۱۳۹۶- مهر ایران
- ۱۳۹۷- افسانهٔ روزگار (آهنگسازی مسعود شعاری)
- ۱۳۹۷- صورتگر
- ۱۳۹۷- بخوان جانان (آهنگساز: روزبه بختیاری - ترانه‌سرا: مسعود بختیاری - تنظیم‌کننده: غلامرضا صادقی - میکس و مستر: امید اصغری - تهیه‌کننده: مسعود بختیاری)[۱۹]
- ۱۳۹۷- یازده ستاره (ترانه رسمی تیم ملی فوتبال ایران در جام جهانی ۲۰۱۸ با موسیقی شهرداد روحانی)[۲۰]
- ۱۳۹۷- کلنل (با آهنگسازی بابک زرین)
- ۱۳۹۷- لبریز (با آهنگسازی مجید درخشانی)
- ۱۳۹۷- چه بگویم
- ۱۳۹۷- محکومین
- ۱۳۹۷- آوای ایران (به همراه ایرج)
- ۱۳۹۷- سرو زیر آب (موسیقی متن فیلم)
- ۱۳۹۷- حال محال
- ۱۳۹۷- نگاه آسمانی (به همراهی ارکستر ملی ایران)
- ۱۳۹۸- کلام آخر (آلبوم)
- ۱۳۹۸- در وادی عشق (آلبوم) آهنگساز و نوازندهٔ تنبور کیوان کیانیان، نوازندهٔ کمانچه اشکان مرادی، نوازندهٔ عود و سه‌تار علیرضا عقیقی، نوازندگان سازهای کوبه‌ای صفا شالپوش همایون نصیری
- ۱۳۹۸- تنها می‌مانم (موسیقی سریال برادر جان)
- ۱۳۹۸- قطعه نگاه
- ۱۳۹۸- آلبوم موسیقی نگار (با موسیقی شایان کریمی و ترانه‌سرایی سعید رمضانی)
- ۱۳۹۸- قطعهٔ وارش
- ۱۳۹۸- قطعهٔ می‌ترسم
- ۱۳۹۸- قطعهٔ مادر (به مناسبت روز مادر)
- ۱۳۹۸- قطعهٔ باران بهاری
- ۱۳۹۹- قطعهٔ دلبسته شدم (موسیقی پایانی سریال شاهرگ)
- ۱۳۹۹- قطعهٔ نگار بی‌وفا و آلبوم جهان گذران به آهنگسازی استاد پشنگ کامکار و اجرای گروه ژاو (نوازندگان سیاوش کامکار - نیریز کامکار - امین جهانگیری - احسان امامی و امیرناصر رنجبر)
- ۱۴۰۰- پرچم
- ۱۴۰۰- بغض پنهان (موسیقی پایانی سریال صبح آخرین روز)
- ۱۴۰۱- برای مردمم
- ۱۴۰۳- مجنون بی لیلا
- ۱۴۰۴- آن سوی شیدایی

## کنسرت‌ها

### بین‌المللی
- استرالیا ۲۰۱۱
- آلمان ۲۰۱۵
- هلند ۲۰۱۵
- انگلستان ۲۰۱۵
- ایتالیا ۲۰۱۵
- آمریکا ۲۰۱۶
- کانادا ۲۰۱۶
- عمان ۲۰۱۸

## جوایز
- برندهٔ جایزهٔ مردمی بهترین خواننده - برنامهٔ سه‌ستاره ۱۳۹۵[۲۱]